# 基因产物
基因产物是基因表达的产物，是一种生物化学物质，通常是RNA或蛋白質。基因产物的数量用于衡量基因的活跃程度。基因产物的数量异常可能是由某些致病性的等位基因引起，例如过度活跃的癌基因会导致癌症。